# حسین دادگر
حسین دادگر ملقب به عدل‌الملک (۱۳۴۹–۱۲۶۰) سیاستمدار دوران قاجار و پهلوی و رئیس ادوار مجلس شورای ملی از حوزه های انتخابیه بابل (بارفروش) و تهران در زمان رضاشاه و قاجار و نیز سه دوره متوالی نماینده انتخابی مجلس سنا از حوزه مازندران بود.
او همچنین در ادوار مختلف به ریاست وزارت داخله (در ۴ کابینه) و وزارت تجارت و فوائد عامه و معاونت نخست وزیر (کابینه سیدضیاء) و نیز نایب رئیسی مجلس مؤسسان (تغییر حکومت قاجار به پهلوی) نائل آمده بود.
وی در ۶ دوره انتخابات مجلس شورای ملی از حوزه انتخابیه بابل (بارفروش) (۱۲۹۳، ۱۳۰۰، ۱۳۰۲، ۱۳۰۵، ۱۳۰۷و ۱۳۰۹) و ۲ دوره از حوزه انتخابیه تهران (۱۳۱۱ و ۱۳۱۴) موفق به کسب رای اول شد.

## زندگی‌نامه
عدل‌الملک ابتدا کار خود را در عدلیه ۱۳۱۱ آغاز کرد. نخستین بار در دوره سوم (سال ۱۲۹۳) با کسب ۲۷۳۴ رأی به نمایندگی بابل (بارفروش) وارد مجلس شد. در آن زمان این حوزه انتخابیه بابل، شامل بابل، بابلسر، بندپی، آمل و نور (که همه جزو شهرستان بابل بوده اند) می‌شد. او به محض ورود به مجلس به عضویت حزب دموکرات در آمد و در اجلاسیه سوم این دوره (۱۴ مهر ۱۲۹۴)، نایب رئیس اول مجلس شد، اما عمر مجلس سوم بیش از یک سال دوام نیاورد و به دلیل جنگ جهانی اول و اشغال ایران توسط نیروهای روس و انگلیس که به مهاجرت نمایندگان به قم و کرمانشاه منجر شد، مجلس تعطیل شد. در جریان این مهاجرت عدل الملک نیز به مهاجران پیوست و در تشکیل دولت موقت ملی به ریاست نظام السلطنه مافی شرکت داشت. 
دادگر در سال ۱۲۹۴ در حکومت وثوق الدوله به سمت معاون وزارت داخله منصوب شد و این سمت را در سال ۱۲۹۶ در دوره زمامداری علاءالسلطنه نیز حفظ کرد. 
در این هنگام، کمیته مجازات با ترور و آدمکشی، رعب عجیبی در دل ها افکنده بود و مخفیانه دستورالعمل های برای وزرا می فرستاد تا مطابق آن عمل کرده و عده ای را از کار برکنار سازد. از جمله به مستشارالدوله وزیر داخل تکلیف شد که عدل الملک دادگر، معاون وزیر داخله را برکنار کند، ولی صادق زیربار این تصمیم نرفت و چند تن از وزرا را با خود همراه کرد و درصدد کشف و شناسایی کمیته مجازات برآمد، اما با سقوط کابینه علاءالسلطنه به این مقصود نرسید تا اینکه با روی کار آمدن وثوق الدوله، بساط کمیته مجازات برچیده شد.
در انتخابات دوره چهارم نیز با کسب ۷۰۰۳ رأی (بسیار بیشتر از رای اول تهران در انتخابات آن دوره) به نمایندگی بابل (بارفروش) انتخاب شد اما با کودتای سوم اسفند ۱۲۹۹ تشکیل مجلس به تعویق افتاد. پس از کودتا به سبب ارتباط صمیمانه با سیدضیاءالدین طباطبایی در کابینه وی به سمت معاون نخست‌وزیر منصوب شد. عدل‌الملک همچنین در سه کابینه متوالی سپهدار اعظم و سیدضیاء و قوام‌السلطنه (از ۵ آبان ۱۲۹۹ تا ۲۷ دی ۱۳۰۰) ریاست وزارت دخله را بر عهده داشت. همکاری با سیدضیاء باعث شد پس از سقوط کابینه سیدضیاء که مجلس شورای ملی گشایش یافت، اعتبارنامه عدل‌الملک به اتفاق آرا رد شود. هنگام بررسی اعتبارنامه او در مجلس، سردارمعظم (تیمورتاش) عدل‌الملک را بازوی چپ سیدضیاء توصیف و او را متهم به قیام ضد استقلال مملکت و حکومت ملی کرد و گفت: 

«عدل‌الملک همان روزی که رفت و با دسته ضد استقلال ایران همدستی کرد، همان روز آزادانه مجال خود و به‌طور اختیار، سلب حقوق نمایندگی و حق جلوس در مجلس را از خود کرد»

نمایندگان حرفهای تیمورتاش را تصدیق کردند و هنگام رأی‌گیری حتی یک نفر برای رأی مثبت به اعتبارنامه عدل‌الملک از جا برنخاست.
عدل‌الملک همچنین در آذرماه ۱۳۰۴ با کسب ۳۵۷۱ رأی به عنوان نماینده بارفروش (بابل) در مجلس موسسان اول انتخاب شد و در انتخابات هیئت رئیسه با کسب ۱۲۲ رأی از مجموع ۲۲۰ رأی، نایب رئیس اول شد. این مجلس، احمدشاه قاجار را از سلطنت خلع و رضاخان پهلوی را به سلطنت و پادشاهی ایران انتخاب کرد.
وی در دوره بعدی مجلس (پنجم) با کسب ۱۴۸۳۸ دوباره به نمایندگی از بابل (بارفروش) انتخاب شد و این بار کسی به اعتبارنامه اش اعتراض نکرد. پس از تغییر سلطنت و روی کار آمدن رضا شاه در نخستین دولتی که تشکیل شد، برای چهارمین بار دادگر عهده دار وزارت داخله گشت و کرسی مجلسش معطل ماند. سال بعد به مجلس بازگشت و پس از به سلطنت رسیدن رضاشاه، عدل الملک در سال ۱۳۰۵ به ریاست انجمن انتخابات تهران در ششمین دوره مجلس شورای ملی تعیین شد و خود نیز با کسب ۲۲۰۱۹ رأی، بار دیگر از حوزه انتخابیه بابل به وکالت برگزیده شد. وی در دوره های هفتم، هشتم نیز به طور متوالی از سوی مردم بابل به نمایندگی انتخاب شد و در هر دو دوره (۱۳۱۲-۱۳۰۷) به ریاست مجلس شورای ملی رسید. او در دوره نهم با کسب بیشترین رای از تهران انتخاب و برای سومین بار متوالی به ریاست مجلس رسید. (۱۳۱۴-۱۳۱۲) 
پس از پایان دوره نهم، دادگر مغضوب رضاشاه شد. در سال ۱۳۱۴ در انتخابات دوره دهم مجلس شورای ملی، دادگر که ریاست انجمن مرکزی انتخابات را بر عهده داشت، خود برای دومین بار متوالی موفق به کسب رای اول تهران شد، ولی قبل از افتتاح مجلس، به دستور رضاشاه، فروغی رئیس الوزرا، او را به خانه خوداحضار کرد و در حضور محسن صدرالاشراف وزیر عدلیه چند اتهام سیاسی و حقوقی به دادگر نسبت دادند و او را مخیر کردند یا ایران را ترک کند و یا تسلیم محاکم قضایی شود. هچنین مجلس دهم نیز پس از افتتاح، در خردادماه ۱۳۱۴ اعتبارنامه او را به علت عدم صلاحیت، رد کرد، لذا دادگر چاره ای جز ترک ایران ندید و به اروپا رفت و قریب به ۱۱  سال در بلژیک، سوییس و فرانسه به سر برد و سپس در سال ۱۳۲۵ به ایران بازگشت. 
وی پس از باگشت، در سال ۱۳۲۸ در انتخابات اولین دوره مجلس سنا به مقام سناتوری انتخابی مازندران انتخاب شد. او این سمت را تا سال ۱۳۴۰ در دوره های دوم و سوم سنا نیز حفظ کرد. وی در این دوران برای اصلاح معارف و پیشرفت کشور نطق های جالبی ایراد و در تنقیح و تصویب لوایح دولت، تلاش قابل توجهی نمود. 
پسر او، رحیم دادگر، مدیر بانک رهنی ایران و نماینده مردم گرگان در دوره نوزدهم مجلس شورای ملی (۱۳۳۹-۱۳۳۵) بوده است. 
حسین دادگر (عدل‌الملک) سرانجام در سال ۱۳۴۹ (در سن ۸۹ سالگی) در تهران درگذشت و در قم به خاک سپرده شد.